# Колокша (приток Волги)
Колокша — река в России, левый приток Волги, протекает по Тутаевскому и Рыбинскому районам Ярославской области.
Устье реки находится в 2696 км по левому берегу реки Волга (Горьковское водохранилище). Длина реки — 37 км. Водосборная площадь — 180 км².
Исток реки находится в мелиоративных каналах, пересекающих урочище Заягодник, около 1 км на запад от деревни Зманово Тутаевского района. Вначале река течёт в основном на северо-запад, затем разворачивается на юго-запад до впадения в Волгу. Она охватывает дугой участок, на котором располагается в основном Шашковский сельский округ. В целом река расположена в лесистом и болотистом районе, но земли по берегам реки были сельскохозяйственно освоены, и на ней расположено много деревень. Однако в транспортном отношении земли выше деревни Фёдоровское малодоступны, поэтому в этом районе наблюдается запустение и снижение численности населения.
После урочища Заягодник в Колокшу впадает небольшой (длиной около 5 км) левый приток — Вожа (Колокша имеет два притока с этим названием, более значителен правый приток). Далее река протекает через близко расположенные на возвышенности деревни Помогаловского сельского поселения Тутаевского района — Мильцево, Чирково, Погорелка — в районе которых в реку попадают стоки осушительной мелиоративной системы. В деревне Чирково — церковь Введения во храм Пресвятой Богородицы, построенная в 1784 году. Ниже Погорелки справа впадает правый приток — Криуша, ручей длиной около 3 км течёт с севера на юг и протекает вблизи деревни Горбово.
Далее река течёт через деревни Ивановское и Шестовское. Ивановское — это уже Рыбинский район, а Шестовское — единственная деревня в среднем течении, где имеется постоянное население. Выше Шестовского, практически на его окраине, в Колокшу впадает правый приток Ягношка. Ягношка имеет длину около 5 км, течёт из урочища Диянково на юг. Эта часть Шестовского когда-то была селом Николо-Колокша, но сейчас село объединили с деревней. На этой окраине имеются заброшенная православная Знаменская церковь. Вслед за Шестовским река протекает вблизи возвышенности, где когда-то было село Красная гора, далее между деревнями Селезнево и Чернышево к деревне Борзово. Перед самой деревней в Колокшу впадает правый приток Сорока. Сорока — небольшая река длиной около 3 км, течёт с севера на юг, протекая мимо деревень Раменье, Варварино, Сорокино. В деревне Борзово находится Церковь Вознесения Христова (1787—1796 годы), имеющая статус культурного памятника местного значения. У деревни Борзово северо-западное направление реки меняется на юго-западное.
Далее на правом берегу реки на высоком холме деревня Фёдоровское, с другой стороны Фёдоровского речка Вожа, которая впадает в Колокшу ниже Фёдоровского (это второй и более значительный приток Колокши с названием Вожа). Непосредственно ниже этого устья — единственный автомобильный мост через Колокшу, по которому проходит левобережная (то есть по левому берегу Волги) дорога Рыбинск — Тутаев. Далее справа от Колокши — деревня Дёмино, за которой вплоть до устья реки расположен лыжный стадион Дёмино.
В устье реки имеются археологические объекты культурного наследия регионального значения — стоянки «Усть-Колокша», одна из которых датируется 6—7 тысячелетием до н. э.
С рекой Колокшей связаны две особо охраняемые природные территории регионального значения:
- Памятник природы «Колокшинское болото» (междуречье притоков Колокши Вожи, Сороки и ручья Пелевин, из бассейна реки Ухры, общая площадь — 600,0 га).
- Туристско-рекреационная местность «Долина реки Колокша с Колокшинским бором» (район рек Большой и Малой Колокши, общая площадь — 500 га)[6].

В настоящее время Колокша большей частью протекает по территории Рыбинского района. В прошлом граница Рыбинского и Романов-Борисоглебского уезда проходила по Колокше и её притоку Сороке.

## Притоки
По порядку от устья: Вожа (пр.), Сорока (пр.), Ягношка (пр.), Криуша (пр.), Вожа (лв.).

## Данные водного реестра
По данным государственного водного реестра России относится к Верхневолжскому бассейновому округу, водохозяйственный участок реки — Волга от Рыбинского гидроузла до города Кострома, без реки Кострома от истока до водомерного поста у деревни Исады, речной подбассейн реки — Волга ниже Рыбинского водохранилища до впадения Оки. Речной бассейн реки — (Верхняя) Волга до Куйбышевского водохранилища (без бассейна Оки).
Код объекта в государственном водном реестре — 08010300212110000010422.